# Zapasy na Igrzyskach Boliwaryjskich 1947
W ramach Igrzysk w Limie w 1947 roku, jedynym stylem, w jakim rozgrywano zawody, był styl wolny.

## Tabela medalowa
Gospodarz zawodów został zaznaczony kolorem.
| Poz.  | Państwo  |   |   |   | Łącznie |
| ----- | -------- | - | - | - | ------- |
| 1.    | Panama   | 5 | 1 | 1 | 7       |
| 2.    | Kolumbia | 2 | 1 | 0 | 3       |
| 3.    | Peru     | 0 | 5 | 1 | 6       |
| 4.    | Ekwador  | 0 | 0 | 4 | 4       |
| Razem | Razem    | 7 | 7 | 6 | 20      |

## Wyniki

### W stylu wolnym
| Waga   | złoty             | srebrny           | brązowy         |
| ------ | ----------------- | ----------------- | --------------- |
| 52 kg  | Ricardo Caballero | Santos Vega       | Carlos Barriga  |
| 57 kg  | Manuel Ortiz      | Leonidas Thomas   | Hugo Coral      |
| 62 kg  | Gerardo Jiménez   | Hernando Corredor | Dante Piaggio   |
| 67 kg  | José Castillero   | Manuel Chávez     | José Perrones   |
| 79 kg  | Luis Friedman     | Pedro Montado     | José Caicedo    |
| 87 kg  | Roy Richards      | Ramón Neyra       | Salomón Rossero |
| +87 kg | Ansberto Cedeño   | Neptali Rojas     | ----            |